# Miguel Mora (Radsportler)
Miguel Mora Gornals (* 11. September 1936 in Ses Salines (Mallorca); † 5. Mai 2012 in Andratx) war ein spanischer Radrennfahrer und nationaler Meister im Radsport.

## Sportliche Laufbahn
Mora war Teilnehmer der Olympischen Sommerspiele 1960 in Rom. Er startete im Bahnradsport. Das spanische Team mit José María Errandonea, Francisco Tortellá, Miguel Martorell und Miguel Mora schied in der Qualifikation der Mannschaftsverfolgung aus.
1960 gewann er die Meisterschaft der Balearen im Sprint und wurde bei den nationalen Meisterschaften im Bahnradsport Vize-Meister im Punktefahren, im Steherrennen und in der Einerverfolgung.
1961 wurde er Berufsfahrer und blieb bis 1964 als Radprofi aktiv. 1961 und 1962 wurde er nationaler Meister in der Einerverfolgung, 1963 dann Zweiter und 1964 Dritter.